# Kamień (województwo podkarpackie)
Kamień – wieś w Polsce położona w województwie podkarpackim, w powiecie rzeszowskim, w gminie Kamień.
We wsi są zlokalizowane cztery sołectwa: 
- Kamień-Górka
- Kamień-Podlesie
- Kamień-Prusina
- Krzywa Wieś.

| SIMC    | Nazwa               | Rodzaj     |
| ------- | ------------------- | ---------- |
| 0651973 | Błonie              | część wsi  |
| 0652091 | Duble               | przysiółek |
| 0651980 | Dudziki             | część wsi  |
| 0651996 | Górka               | część wsi  |
| 0652004 | Kowale              | część wsi  |
| 0652010 | Krzywa Wieś         | część wsi  |
| 0652027 | Pod Cholewianą Górą | część wsi  |
| 0652116 | Podlesie            | przysiółek |
| 0652033 | Podmarkowizna       | część wsi  |
| 0652040 | Podrękaw            | część wsi  |
| 0652056 | Prusina             | część wsi  |
| 0652062 | Sitowiny            | część wsi  |
| 0652079 | Środek              | część wsi  |
| 0652085 | Trzebniki           | część wsi  |

W procesie kolonizacji józefińskiej na obszarze wsi została założona kolonia Steinau. Osadnicy wyznania ewangelickiego założyli tutaj filię zboru luterańskiego w Raniżowie. Posiadali własny dom modlitwy oraz szkołę.
W latach 1954–1972 wieś należała i była siedzibą władz gromady Kamień. W latach 1975–1998 miejscowość administracyjnie należała do województwa rzeszowskiego.
Miejscowość jest siedzibą parafii Najświętszego Serca Jezusowego, należącej do dekanatu Sokołów Małopolski, diecezji rzeszowskiej. Znajduje się tutaj także druga parafia pw. Matki Bożej Częstochowskiej, w strukturze diecezji lokalizowana jako Kamień-Podlesie.
W Kamieniu urodzili się Jan Rodzeń (ur. 1890) i Józef Rodzeń (1899–1939).

## Sport
W Kamieniu siedzibę ma założony w 1995 Klub Sportowy Sokół Kamień, którego sekcja piłkarska w XXI wieku występowała głównie w lidze okręgowej, w 2021 osiągając swój pierwszy w historii awans do IV ligi. W sezonach 2022/2023 i 2023/2024 klub osiągnął finał okręgowego Pucharu Polski.